# Linum burkartii
Linum burkartii är en linväxtart som beskrevs av Mildner. Linum burkartii ingår i släktet linsläktet, och familjen linväxter. Inga underarter finns listade i Catalogue of Life.